# Handels-, Freundschafts- und Schifffahrtsvertrag mit China

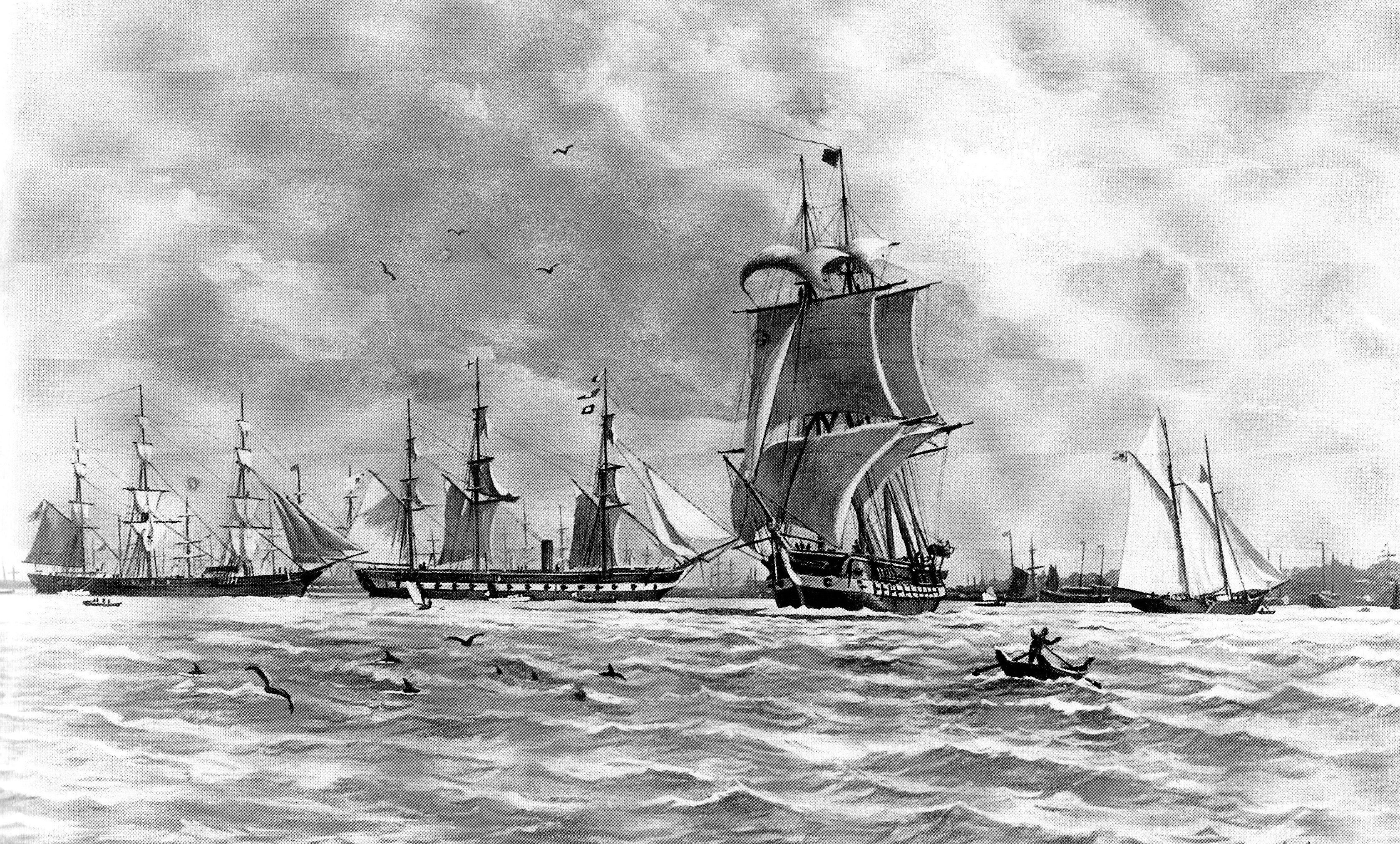
Die Schiffe des Ostasiatischen Geschwaders

Der Handels-, Freundschafts- und Schifffahrtsvertrag mit China  (chinesisch 中德通商条约) vom 2. September 1861 zwischen dem Kaiserreich China und dem Königreich Preußen wurde während der preußischen Ostasienexpedition abgeschlossen, auch für den Deutschen Zollverein. Er zählt zu den sogenannten Ungleichen Verträge (chinesisch 不平等條約 / 不平等条约, Pinyin bùpíngděng tiáoyuē) zwischen den „westlichen“ Fremdmächten und China.

## Geschichte
Die preußische Marine stellte 1859 unter der militärischen Führung von Kapitän zur See Henrik Ludvig Sundevall ein Geschwader für eine  preußischen Ostasienexpedition in Danzig auf, das aus der Korvette Arcona, der Fregatte Thetis, dem Schoner Frauenlob und dem Transportschiff Elbe bestand. Ein Vertrag zwischen Japan und Preußen wurde am 24. Januar 1861 geschlossen.
Die preußische Delegation unter ihrem Leiter Friedrich zu Eulenburg setzte in der Folge nach Shanghai über. Aufgrund des fortwährenden militärischen Konflikts zwischen den Westmächten (Großbritannien und Frankreich) und der chinesischen Qing-Regierung sowie der Unfähigkeit Preußens einzugreifen, konnten die Verhandlungen erst im Frühjahr 1861 beginnen. Preußen wollte für sich die gleichen Privilegien durchsetzen, welche die Westmächte im Rahmen der ungleichen Verträge durch ihren Sieg in den Opiumkriegen errungen hatten. Das beinhaltete die Öffnung mehrerer Häfen für den preußischen Handel sowie die Niederlassung einer ständigen Gesandtschaft vor Ort. Britische und französische Vertreter rieten von diesen Plänen ab, da sie neben der deutschen Konkurrenz auch eine Verschlechterung der chinesisch-westlichen Beziehungen fürchteten, wenn eine weitere Großmacht mit Forderungen auftauchte. Dennoch entsandte Eulenburg den späteren Botschafter Max von Brandt zu Verhandlungen in die Hafenstadt Tianjin bei Peking. Die preußische Delegation, die in den Verhandlungen keinerlei militärischen Druck ausüben konnte, konnte ihre Ziele letztlich durch unerwartete Unterstützung von Frankreich durchsetzen; dort wollte man vermutlich einer britischen Übermacht in Ost-Asien entgegenwirken.
Der Vertrag, der alle preußischen Forderungen umsetzte und erstmals auch für den Deutschen Zollverein gültig war, wurde schließlich am 2. September 1861 unterzeichnet.